# Lourdes Klitzkie
Lourdes Mendiola Klitzkie (ur. 2 lutego 1940) – guamska lekkoatletka.
Wystartowała w biegu maratońskim na igrzyskach olimpijskich w 1988 i zajęła 63. miejsce z czasem 3:25:32 (najlepszy wynik w jej karierze). Jest najstarszym guamskim olimpijczykiem.